# Leap Year (1932)
Leap Year é um filme britânico de 1932, do gênero comédia, dirigido por Tom Walls, que contracena com Anne Grey, Edmund Breon e Ellis Jeffreys. O roteiro foi escrito por A. R. Rawlinson e produzido por Herbert Wilcox. Foi relançado em 1937.

## Elenco
- Tom Walls - Sir Peter Traillon
- Anne Grey - Paula Zahren
- Edmund Breon - Jack Debrant
- Ellis Jeffreys - Sra. Debrant
- Jeanne Stuart - Angela Mallard
- Charles Carson - Sir Archibald Mallard
- Laurence Hanray - Hope
- Franklyn Bellamy - Silas
- Joan Brierley - Garota